# Balzo Izabella nápolyi királyné
Balzo Izabella (Minervino Murge, 1468. június 24. – Ferrara, 1533. május 22.), olaszul: Isabella del Balzo, franciául: Isabelle (Élisabeth) des Baux, latinul: Isabella (Elisabeth) de Baucio, andriai hercegnő, nápolyi királyné, Taranto hercegnéje, IV. Frigyes nápolyi király második felesége, Enghieni Mária nápolyi királyné ükunokája és Aragóniai Beatrix magyar királyné sógornője.

## Élete
Balzo Péter (–1487) andriai herceg és Balzo–Orsini Mária Donata (–1481) venosai hercegnő lánya. Apja révén Enghieni Mária (1367–1446) nápolyi királynénak, I. László (1376–1414) nápolyi király harmadik feleségének az első férjétől, Balzo–Orsini Rajmund (–1406) andriai hercegtől származó ükunokája. Balzo Izabella apja, Balzo Péter a későbbi királyné férjének, IV. Frigyes nápolyi királynak volt az elsőfokú unokabátyja, hiszen Balzo Péter anyja, Chiaromontei Sancia andriai hercegné IV. Frigyes anyjának, Chiaromontei Izabella (1424–1465) nápolyi királynénak volt a nővére. A két lánytestvér Balzo–Orsini Katalin copertinói grófnő és Chiaromontei Trisztán copertinói gróf gyermekei voltak. A Balzo család másik királynéja, Balzo Antónia (1355–1375) szicíliai királyné Izabella ükapjának, I. (Balzo) Ferenc (1329/30–1422) andriai hercegnek volt az idősebb lánya.
1486. november 28-án Andria városában ment feleségül I. Ferdinánd nápolyi király másodszülött fiához, az özvegy és az első házasságából egy lányt hozó, de fiú utódot nélkülöző Frigyes tarantói herceghez. Tíz évvel később váratlanul érte őket a szerencse, hogy férjével a nápolyi trónra emelkedtek, miután férje unokaöccse, II. Ferdinánd nápolyi király fiatalon és gyermektelenül 1496-ban meghalt.
Beatrix magyar királyné, miután 1500-ban a pápa elválasztotta II. Ulászlótól éppen a hazája sorsfordító évében, 1501. március 16-án tért újra haza. A bátyja, IV. Frigyes és annak felesége, Izabella királyné fogadta. Röviddel utána, május 25-én Izabella fiút szült, aki Beatrix unokaöccse volt, és a volt magyar királyné tartotta a kis herceget keresztvíz alá 1501. június 6-án, amikor is a Cézár, Cesare nevet kapta.
1501 szeptemberében a franciák aragón szövetségeseik támogatásával azonban elfoglalták az országot, és Izabella férje kénytelen volt lemondani. XII. Lajos Franciaországba internálta, és Maine grófságot és 50.000 font évjáradékot kapott, ahol 1504-ben franciaországi fogságban halt meg. Izabella királyné előbb Ischia szigetére menekült a gyermekeivel, de aztán követte férjét Franciaországba. Férje halála után nem fogadta el az új nápolyi király, III. (Katolikus) Ferdinánd ajánlatát, hogy menjen Nápolyba, mert akkor el kellett volna szakadni a gyerekeitől, akiket potenciális trónkövetelőknek tekintettek. Ezért Ferrarába ment rokonaihoz, és itt élte le élete hátralevő éveit. 1533. május 22-én halt meg, és Ferrarában helyezték örök nyugalomra.

## Gyermekei

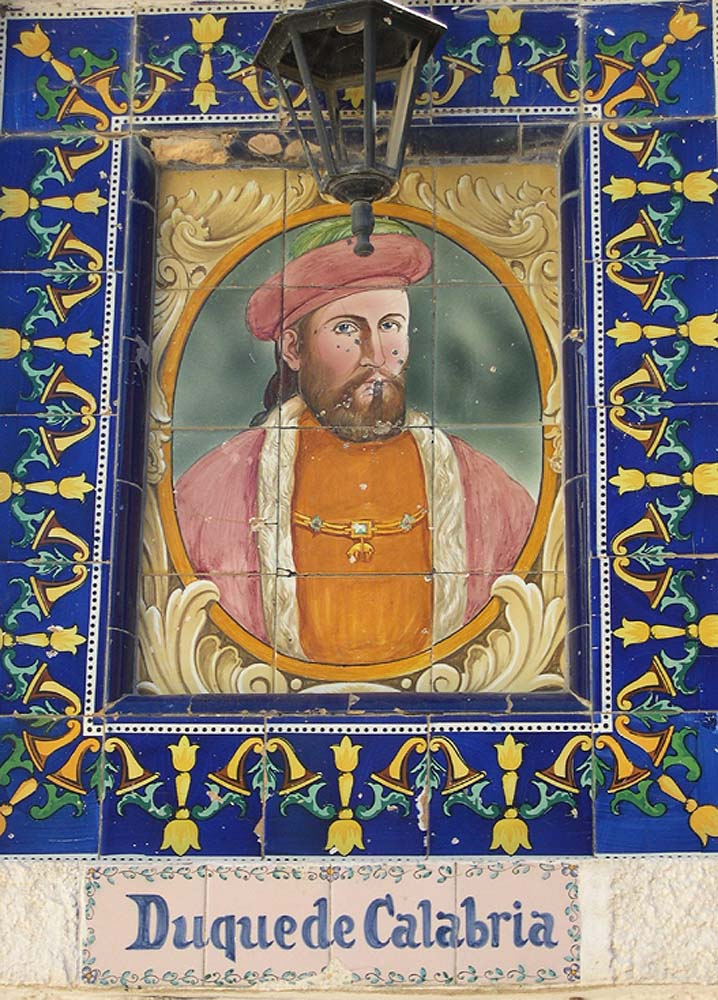
Aragóniai Ferdinánd, Calabria hercege, IV. Frigyes és Balzo Izabella fia

- Férjétől, IV. Frigyes (1452–1504) nápolyi királytól, 5 gyermek:
  - Ferdinánd (1488–1550), Calabria hercege, 1. felesége Foix Germána (1488/90/92–1538) özvegy aragón királyné, gyermekei nem születtek, 2. felesége Mencía de Mendoza (1508–1554), gyermeket nem szült, ágyasától 1 házasságon kívül született fiú.
  - Júlia (1492–1542), férje Palaiologosz János György (1488–1533), Montferrat őrgrófja, gyermekei nem születtek
  - Alfonz (1494–1501/03)
  - Izabella (1500–1550), nem ment férjhez
  - Cézár (Nápoly, 1501. május 25. – 1501/03)